# Tątławki
Tątławki – wieś w Polsce, położona w województwie warmińsko-mazurskim, w powiecie ostródzkim, w gminie Morąg. W roku 1973 wieś należała do powiatu morąskiego, gmina Morąg, poczta Włodowo.
W latach 1975–1998 miejscowość administracyjnie należała do województwa olsztyńskiego. Miejscowość leży w historycznym regionie Prus Górnych.
Wieś położona jest nad jeziorem Powrych.
| SIMC    | Nazwa  | Rodzaj    |
| ------- | ------ | --------- |
| 0482826 | Rogowo | część wsi |

## Historia
W latach 1945–1946 miejscowość nosiła nazwę Tomlak. W 2015 roku archeolodzy z Instytutu Archeologii Uniwersytetu Kardynała Stefana Wyszyńskiego w Warszawie odkryli w pobliżu osady grodzisko o charakterze kultowym z wczesnej epoki żelaza.